# Cathédrale Sainte-Anne de Dédougou
Cette  cathédrale n’est pas la seule cathédrale Sainte-Anne.
La cathédrale Sainte-Anne à Dédougou au Burkina Faso est la cathédrale du diocèse de Dédougou.
Sa paroisse a été créée le 17 décembre 1929.